# Kara Mihal, Razgrad
Kara Mihal (în bulgară Кара Михал) este un sat în comuna Samuil, regiunea Razgrad,  Bulgaria. 

## Demografie
Componența etnică a satului Kara Mihal
     Turci (26,98%)
     Bulgari (73,01%)
     Nicio identificare (0%)
     Altele (0%)
La recensământul din 2011, populația satului Kara Mihal era de 63 locuitori. Din punct de vedere etnic, majoritatea locuitorilor (73,01%) erau bulgari, cu o minoritate de turci (26,98%). Pentru 0% din locuitori nu este cunoscută apartenența etnică.